# Tzu Chi

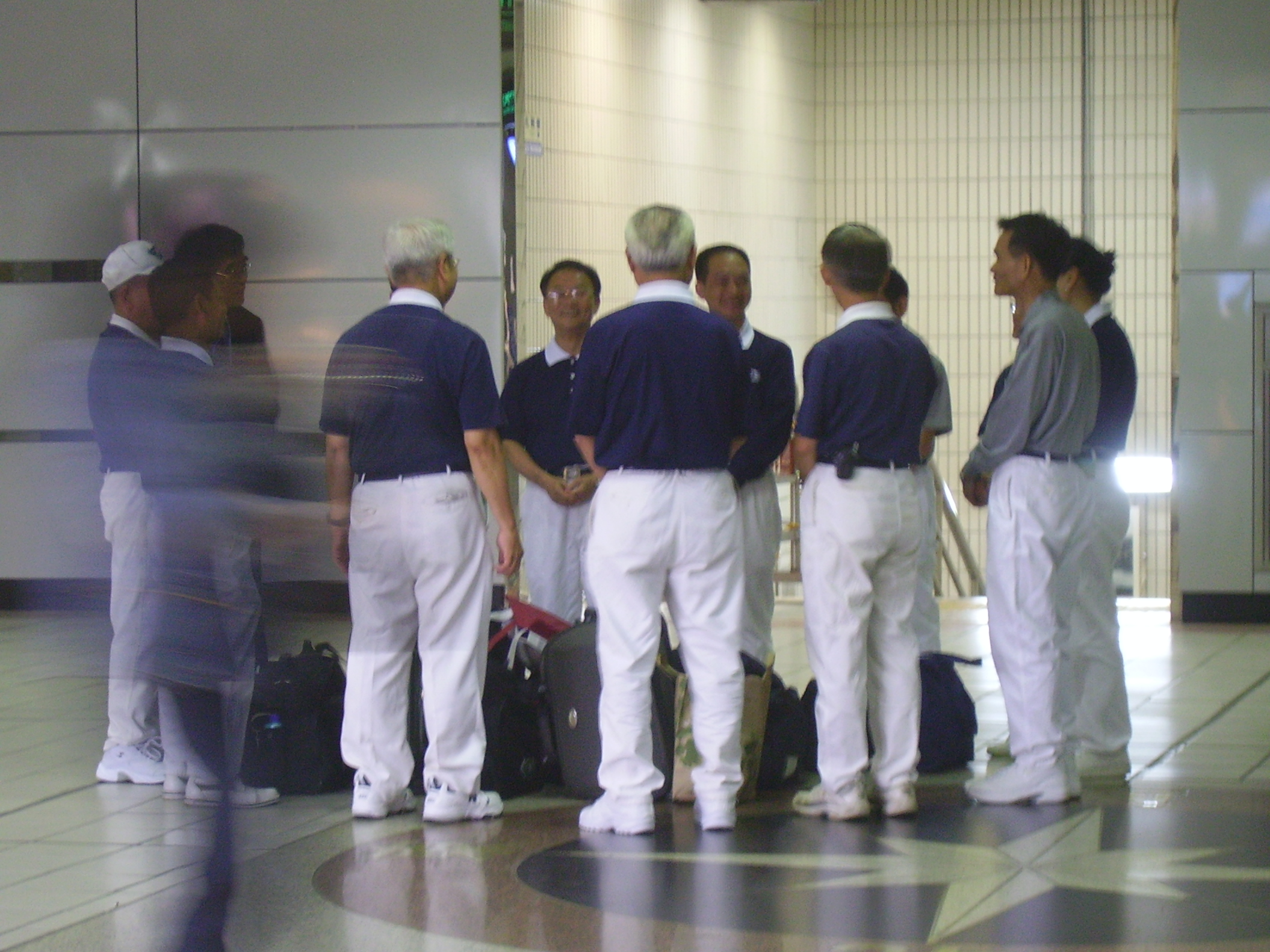
Vrijwilligers in 2007.

Tzu Chi is een boeddhistische internationale hulporganisatie, die vergelijkbaar is met het Rode kruis. De organisatie werd in 1966 door de boeddhistische non Cheng Yen in Republiek China (Taiwan) opgericht, vanwege compassie dat in het boeddhisme zeer belangrijk is. Tzu Chi heeft vele ziekenhuizen, universiteiten een eigen televisiezender, Da Ai TV. Op deze zender worden nieuws en televisieprogramma's uitgezonden. In Australië en de Verenigde Staten zijn Chinese scholen van de organisatie te vinden, waar Chinese kinderen de Chinese taal en cultuur, gebarentaal, compassie en maatschappelijk welzijn leren. Ook propageert Tzu Chi de bescherming van het milieu door recycling.
In Nederland is ook een afdeling van Tzu Chi te vinden die activiteiten, zoals een dag op stap met bejaarden uit het tehuis. Zij hebben nog geen kantoorgebouw.